# Temporada 2009 de GP2 Series
La temporada 2009 de GP2 Series fue la quinta edición de la competición principal de GP2. El ganador de esta temporada fue Nico Hülkenberg, dominador a partir de la mitad de la misma. A 25 puntos terminó Vitali Petrov, destacada la actuación de Romain Grosjean, que quedó cuarto a pesar de no disputar la mitad de la temporada al irse a la Fórmula 1.

## Escuderías y pilotos
Nota: Como todos los equipos usan los chasis Dallara GP2/08 con el motor Mecachrome V8 de Renault y neumáticos Bridgestone, no se especifican los datos de los vehículos.
| Escudería                                      | N.º | Piloto              | Rondas    |
| ---------------------------------------------- | --- | ------------------- | --------- |
| Barwa Addax Team                               | 1   | Vitali Petrov       | Todas     |
| Barwa Addax Team                               | 2   | Romain Grosjean     | 1–6       |
| Barwa Addax Team                               | 2   | Davide Valsecchi    | 7–10      |
| iSport International                           | 3   | Giedo van der Garde | Todas     |
| iSport International                           | 4   | Diego Nunes         | Todas     |
| Piquet GP                                      | 5   | Roldán Rodríguez    | Todas     |
| Piquet GP                                      | 6   | Alberto Valério     | Todas     |
| Fat Burner Racing Engineering                  | 7   | Lucas Di Grassi     | Todas     |
| Fat Burner Racing Engineering                  | 8   | Dani Clos           | Todas     |
| ART Grand Prix                                 | 9   | Pastor Maldonado    | Todas     |
| ART Grand Prix                                 | 10  | Nico Hülkenberg     | Todas     |
| Telmex Arden International                     | 11  | Sergio Pérez        | Todas     |
| Telmex Arden International                     | 12  | Edoardo Mortara     | Todas     |
| Super Nova Racing                              | 14  | Luca Filippi        | Todas     |
| Super Nova Racing                              | 15  | Javier Villa        | Todas     |
| DAMS                                           | 16  | Jérôme d'Ambrosio   | Todas     |
| DAMS                                           | 17  | Kamui Kobayashi     | Todas     |
| Trident Racing                                 | 18  | Ricardo Teixeira    | Todas     |
| Trident Racing                                 | 19  | Davide Rigon        | 1–4, 6–10 |
| Trident Racing                                 | 19  | Rodolfo González    | 5         |
| Fisichella Motor Sport PPR.com Scuderia Coloni | 20  | Andreas Zuber       | 1–7, 9–10 |
| Fisichella Motor Sport PPR.com Scuderia Coloni | 21  | Luiz Razia          | 1–7, 9–10 |
| Durango                                        | 22  | Davide Valsecchi    | 1–6       |
| Durango                                        | 22  | Stefano Coletti     | 7–8       |
| Durango                                        | 23  | Nelson Panciatici   | 1–8       |
| Ocean Racing Technology                        | 24  | Karun Chandhok      | Todas     |
| Ocean Racing Technology                        | 25  | Álvaro Parente      | Todas     |
| David Price Racing                             | 26  | Michael Herck       | Todas     |
| David Price Racing                             | 27  | Giacomo Ricci       | 1–4       |
| David Price Racing                             | 27  | Franck Perera       | 5–8       |
| David Price Racing                             | 27  | Johnny Cecotto Jr.  | 9–10      |

### Incidencias durante la temporada
Pretemporada
- Antes de comenzar el mundial en el circuito español de Barcelona, el expiloto portugués de Fórmula 1, Tiago Monteiro, compró la escudería BCN Competición y la llamó Ocean Racing Technology.

 Montecarlo
- El piloto lisboeta y con nacionalidad angoleña, Ricardo Teixeira, se perdió la ronda por problemas físicos. Para esas carreras, Trident Racing compitió solo con su segundo piloto por entonces, el italiano Davide Rigon.

 Nürburgring
- Por problemas físicos de Davide Rigon, para estos grandes premios fue sustituido por el venezolano Rodolfo González. El italiano los superó rápidamente y pudo subirse de nuevo al coche en la sexta ronda del mundial en Budapest.
- Tras el despido de Giacomo Ricci de la escudería David Price Racing, a partir de la ronda disputada en Nürburgring le sustituyó el francés Franck Perera.

Vacaciones veraniegas
- En el período vacacional que separó a las rondas de Budapest y Valencia, la escudería de Fórmula 1 Renault, decidió prescindir de su segundo piloto, el brasileño Nelson Piquet, Jr.. Para sustituirle, la escudería francesa anunció que el segundo piloto del equipo Addax, el también francés Romain Grosjean. La escudería española decidió fichar hasta final de temporada al hasta entonces primer piloto de Durango, Davide Valsecchi.
- Durante el verano, el piloto italiano Giancarlo Fisichella, hasta entonces propietario de su escudería, Fisichella Motor Sport, la vendió a la Scuderia Coloni, quien tras lograr el acuerdo con un patrocinador, logró sacar el dinero suficiente como para contratar a los pilotos de Fisichella Motor Sport (Andreas Zuber y Luiz Razia) y disputar la ronda valenciana.

 Valencia
- Tras la marcha de Davide Valsecchi a Barwa Addax Team, el monegasco Stefano Coletti le comenzó a sustituir desde la ronda valenciana.

 Spa-Francorchamps
- La escudería PPR.com Scuderia Coloni no disputó la ronda belga por problemas económicos provocados tras la compra de dicha escudería a su antiguo propietario, el piloto italiano de Fórmula 1 Giancarlo Fisichella.

 Monza
- El piloto francés de David Price Racing, Franck Perera, decidió tras la segunda carrera de Spa-Francorchamps, retornar a la Fórmula Superliga como piloto del equipo de fútbol italiano AS Roma. A partir de esta ronda, la penúltima en el calendario de la GP2 Series, le sustituirá el venezolano nacido en Augsburg (Alemania) Johnny Cecotto Jr., hijo del expiloto Johnny Cecotto.
- Durango se vio obligada a no participar en la ronda de su propio país por culpa de un fuerte accidente que sufrió el monegasco Stefano Coletti en el circuito de Spa-Francorchamps. No dio tiempo a que el piloto del principado se recuperase, y la dirección del equipo decidió retirarse y no competir con solo un piloto.[20]
- Tras la segunda carrera, el campeonato mundial de pilotos quedaba resuelto. El alemán Nico Hülkenberg se proclamaba campeón del mundo, pues con su tercera posición sumaba 90 puntos, 22 más que su inmediato perseguidor, Vitali Petrov, que tras ser quinto, solo acumulaba 68 a falta solo de la ronda de Algarve.

 Algarve
- Por segunda ronda consecutiva, la escudería Durango no se presenta a las pruebas.

## Calendario
El calendario fue anunciado el 16 de diciembre de 2008 e incluye como única novedad la fecha final en Algarve, Portugal.
| Rondas | Rondas | Circuito                                     | País        | Fecha            |
| ------ | ------ | -------------------------------------------- | ----------- | ---------------- |
| 1      | L      | Circuito de Barcelona-Cataluña, Montmeló     | España      | 9 de mayo        |
| 1      | C      | Circuito de Barcelona-Cataluña, Montmeló     | España      | 10 de mayo       |
| 2      | L      | Circuito de Mónaco, Montecarlo               | Mónaco      | 22 de mayo       |
| 2      | C      | Circuito de Mónaco, Montecarlo               | Mónaco      | 23 de mayo       |
| 3      | L      | Circuito de Estambul, Estambul               | Turquía     | 6 de junio       |
| 3      | C      | Circuito de Estambul, Estambul               | Turquía     | 7 de junio       |
| 4      | L      | Circuito de Silverstone, Silverstone         | Reino Unido | 20 de junio      |
| 4      | C      | Circuito de Silverstone, Silverstone         | Reino Unido | 21 de junio      |
| 5      | L      | Nürburgring, Nürburg                         | Alemania    | 11 de julio      |
| 5      | C      | Nürburgring, Nürburg                         | Alemania    | 12 de julio      |
| 6      | L      | Hungaroring, Budapest                        | Hungría     | 25 de julio      |
| 6      | C      | Hungaroring, Budapest                        | Hungría     | 26 de julio      |
| 7      | L      | Circuito urbano de Valencia, Valencia        | España      | 22 de agosto     |
| 7      | C      | Circuito urbano de Valencia, Valencia        | España      | 23 de agosto     |
| 8      | L      | Circuito de Spa-Francorchamps, Francorchamps | Bélgica     | 29 de agosto     |
| 8      | C      | Circuito de Spa-Francorchamps, Francorchamps | Bélgica     | 30 de agosto     |
| 9      | L      | Autodromo Nazionale di Monza, Monza          | Italia      | 12 de septiembre |
| 9      | C      | Autodromo Nazionale di Monza, Monza          | Italia      | 13 de septiembre |
| 10     | L      | Autódromo Internacional do Algarve, Portimão | Portugal    | 19 de septiembre |
| 10     | C      | Autódromo Internacional do Algarve, Portimão | Portugal    | 20 de septiembre |

## Resultados

### Temporada
| Ronda | Ronda | Ronda             | Pole Position   | Vuelta rápida    | Piloto ganador      | Escudería ganadora            | Resultados |
| ----- | ----- | ----------------- | --------------- | ---------------- | ------------------- | ----------------------------- | ---------- |
| 1     | L     | Barcelona         | Romain Grosjean | Romain Grosjean  | Romain Grosjean     | Barwa Addax Team              | Resultados |
| 1     | C     | Barcelona         |                 | Edoardo Mortara  | Edoardo Mortara     | Telmex Arden International    | Resultados |
| 2     | L     | Montecarlo        | Romain Grosjean | Romain Grosjean  | Romain Grosjean     | Barwa Addax Team              | Resultados |
| 2     | C     | Montecarlo        |                 | Vitali Petrov    | Pastor Maldonado    | ART Grand Prix                | Resultados |
| 3     | L     | Estambul          | Nico Hülkenberg | Vitali Petrov    | Vitali Petrov       | Barwa Addax Team              | Resultados |
| 3     | C     | Estambul          |                 | Lucas Di Grassi  | Lucas Di Grassi     | Fat Burner Racing Engineering | Resultados |
| 4     | L     | Silverstone       | Romain Grosjean | Nico Hülkenberg  | Alberto Valerio     | Piquet GP                     | Resultados |
| 4     | C     | Silverstone       |                 | Pastor Maldonado | Pastor Maldonado    | ART Grand Prix                | Resultados |
| 5     | L     | Nürburgring       | Nico Hülkenberg | Nico Hülkenberg  | Nico Hülkenberg     | ART Grand Prix                | Resultados |
| 5     | C     | Nürburgring       |                 | Nico Hülkenberg  | Nico Hülkenberg     | ART Grand Prix                | Resultados |
| 6     | L     | Budapest          | Lucas Di Grassi | Nico Hülkenberg  | Nico Hülkenberg     | ART Grand Prix                | Resultados |
| 6     | C     | Budapest          |                 | Luca Filippi     | Giedo van der Garde | iSport International          | Resultados |
| 7     | L     | Valencia          | Nico Hülkenberg | Nico Hülkenberg  | Vitali Petrov       | Barwa Addax Team              | Resultados |
| 7     | C     | Valencia          |                 | Nico Hülkenberg  | Nico Hülkenberg     | ART Grand Prix                | Resultados |
| 8     | L     | Spa-Francorchamps | Álvaro Parente  | Álvaro Parente   | Álvaro Parente      | Ocean Racing Technology       | Resultados |
| 8     | C     | Spa-Francorchamps |                 | Sergio Pérez     | Giedo van der Garde | iSport International          | Resultados |
| 9     | L     | Monza             | Vitali Petrov   | Edoardo Mortara  | Giedo van der Garde | iSport International          | Resultados |
| 9     | C     | Monza             |                 | Luiz Razia       | Luiz Razia          | PPR.com Scuderia Coloni       | Resultados |
| 10    | L     | Algarve           | Vitali Petrov   | Luca Filippi     | Nico Hülkenberg     | ART Grand Prix                | Resultados |
| 10    | C     | Algarve           |                 | Luca Filippi     | Luca Filippi        | Super Nova Racing             | Resultados |

## Clasificaciones

### Sistema de puntuación
Puntos de carrera larga
| Posición | 1º | 2º | 3º | 4º | 5º | 6º | 7º | 8º | Pole | VR |
| Puntos   | 10 | 8  | 6  | 5  | 4  | 3  | 2  | 1  | 2    | 1  |

Puntos de carrera corta
| Posición | 1º | 2º | 3º | 4º | 5º | 6º | VR |
| Puntos   | 6  | 5  | 4  | 3  | 2  | 1  | 1  |

### Campeonato de Pilotos
| Pos. | Piloto              | BAR | BAR | MON | MON | EST | EST | SIL | SIL | NÜR | NÜR | BUD | BUD | VAL | VAL | SPA | SPA | MNZ | MNZ | ALG | ALG | Puntos |
| ---- | ------------------- | --- | --- | --- | --- | --- | --- | --- | --- | --- | --- | --- | --- | --- | --- | --- | --- | --- | --- | --- | --- | ------ |
| 1    | Nico Hülkenberg     | 9   | 14  | 5   | 3   | 5   | 4   | 3   | 5   | 1   | 1   | 1   | 7   | 2   | 1   | 2   | Ret | 6   | 3   | 1   | 16  | 100    |
| 2    | Vitali Petrov       | 2   | 9   | 2   | 6   | 1   | 3   | 15  | 10  | 4   | 4   | Ret | 12  | 1   | 3   | Ret | 6   | 2   | 5   | 4   | Ret | 75     |
| 3    | Lucas Di Grassi     | Ret | 10  | 4   | 4   | 8   | 1   | 2   | 19  | 7   | Ret | 2   | 3   | 19† | Ret | 3   | Ret | 3   | 2   | 3   | 15  | 63     |
| 4    | Romain Grosjean     | 1   | 2   | 1   | 17† | Ret | 12  | 5   | 4   | 18† | 5   | 10  | 4   |     |     |     |     |     |     |     |     | 45     |
| 5    | Luca Filippi        | 4   | 7   | Ret | NC  | 2   | Ret | 14  | 16  | Ret | 18† | 6   | 2   | 7   | Ret | Ret | Ret | Ret | Ret | 2   | 1   | 40     |
| 6    | Pastor Maldonado    | 5   | 6   | 8   | 1   | 6   | 5   | 7   | 1   | Ret | 9   | 4   | Ret | DSQ | 8   | 4   | Ret | Ret | 15† | 11  | 20  | 36     |
| 7    | Giedo van der Garde | 7   | 4   | NC  | 11  | 15  | 13  | Ret | 13  | 12  | Ret | 7   | 1   | 14  | Ret | 6   | 1   | 1   | 6   | Ret | 6   | 34     |
| 8    | Álvaro Parente      | Ret | 11  | Ret | Ret | Ret | 10  | Ret | 11  | 6   | 2   | 9   | 6   | 4   | Ret | 1   | Ret | 11  | Ret | Ret | 4   | 30     |
| 9    | Jérôme d'Ambrosio   | 3   | 3   | 6   | 2   | Ret | 15  | 19  | 12  | 10  | 7   | 16  | Ret | 9   | 4   | Ret | Ret | 4   | 4   | Ret | 10  | 29     |
| 10   | Javier Villa        | 10  | Ret | 10  | 8   | 7   | 2   | Ret | 15  | 5   | 6   | 3   | 5   | 18† | 9   | 13  | 10  | 7   | 10  | 13  | 2   | 27     |
| 11   | Roldán Rodríguez    | Ret | Ret | 11  | Ret | Ret | 17  | 12  | 9   | 2   | Ret | Ret | 13  | 5   | Ret | 5   | 2   | 13  | 7   | 5   | Ret | 25     |
| 12   | Sergio Pérez        | 14  | 17  | 12  | 9   | Ret | 16  | 4   | 6   | 8   | 20† | Ret | 16  | 3   | 2   | Ret | 4   | Ret | Ret | Ret | 11  | 22     |
| 13   | Andreas Zuber       | Ret | Ret | 3   | 5   | 9   | 19  | 8   | 2   | 3   | Ret | Ret | 17  | 16  | Ret |     |     | 12  | Ret | 8   | 12  | 21     |
| 14   | Edoardo Mortara     | 6   | 1   | Ret | 13  | Ret | 9   | Ret | Ret | 17  | Ret | 12  | 14  | 6   | 12  | 8   | Ret | 5   | Ret | Ret | 8   | 19     |
| 15   | Alberto Valerio     | 15  | 13  | Ret | Ret | 4   | 6   | 1   | 7   | Ret | 17  | Ret | 21† | 17  | 10  | Ret | 12  | Ret | 11  | Ret | 7   | 16     |
| 16   | Kamui Kobayashi     | 8   | 5   | Ret | 12  | Ret | NC  | Ret | 17  | 9   | 3   | 13  | 8   | 8   | 11  | 7   | 11  | 17  | 17† | 6   | 19  | 13     |
| 17   | Davide Valsecchi    | Ret | 16  | 15† | 18  | 3   | Ret | 10  | 14  | 13  | 10  | 5   | 9   | 10  | Ret | Ret | 8   | 14  | 9   | 7   | 14  | 12     |
| 18   | Karun Chandhok      | Ret | NC  | 7   | Ret | 13  | 14  | 6   | 3   | 11  | Ret | 17† | 10  | Ret | 6   | Ret | 7   | 19† | 12  | Ret | 13  | 10     |
| 19   | Luiz Razia          | 16  | 12  | 13  | 10  | Ret | 20  | 20† | Ret | Ret | 14  | Ret | Ret | Ret | 13  |     |     | 8   | 1   | 10  | 17  | 8      |
| 20   | Diego Nunes         | 11  | 8   | Ret | 14  | 11  | 11  | 11  | Ret | Ret | 11  | Ret | 15  | 11  | 5   | 9   | 3   | 10  | Ret | 12  | 5   | 8      |
| 21   | Dani Clos           | Ret | 19  | Ret | Ret | 12  | 7   | 13  | Ret | 16  | 8   | 11  | 11  | Ret | Ret | 10  | Ret | 15  | Ret | 9   | 3   | 4      |
| 22   | Davide Rigon        | 17  | 21† | 9   | 7   | 10  | 8   | 16  | 20  |     |     | 8   | Ret | 12  | 7   | Ret | 5   | 9   | 8   | 14  | 9   | 3      |
| 23   | Michael Herck       | 13  | Ret | 16  | 16  | Ret | Ret | 9   | 8   | 14  | 12  | 15  | Ret | 13  | Ret | Ret | 9   | 20† | 13  | DSQ | Ret | 0      |
| 24   | Nelson Panciatici   | 12  | 18  | Ret | 15  | Ret | Ret | 18  | Ret | 19† | 13  | 14  | 20  | Ret | 15  | 11  | 13  |     |     |     |     | 0      |
| 25   | Stefano Coletti     |     |     |     |     |     |     |     |     |     |     |     |     | Ret | Ret | 12† | DNS |     |     |     |     | 0      |
| 26   | Ricardo Teixeira    | Ret | 20  | DNQ | DNQ | 14  | 18  | Ret | 18  | Ret | 15  | Ret | 19  | Ret | 14  | Ret | 14  | 16  | 14  | 15  | 21  | 0      |
| 27   | Giacomo Ricci       | Ret | 15  | 14  | Ret | Ret | Ret | 17  | DNS |     |     |     |     |     |     |     |     |     |     |     |     | 0      |
| 28   | Franck Perera       |     |     |     |     |     |     |     |     | Ret | 16  | EX  | 18  | 15  | 16† | DNQ | DNQ |     |     |     |     | 0      |
| 29   | Rodolfo González    |     |     |     |     |     |     |     |     | 15  | 19  |     |     |     |     |     |     |     |     |     |     | 0      |
| 30   | Johnny Cecotto Jr.  |     |     |     |     |     |     |     |     |     |     |     |     |     |     |     |     | 18† | 16† | DNS | 18  | 0      |
| Pos. | Piloto              | BAR | BAR | MON | MON | EST | EST | SIL | SIL | NÜR | NÜR | BUD | BUD | VAL | VAL | SPA | SPA | MNZ | MNZ | ALG | ALG | Puntos |

| Color     | Resultado              |
| --------- | ---------------------- |
| Oro       | Ganador                |
| Plata     | 2.ª plaza              |
| Bronce    | 3.ª plaza              |
| Verde     | Finalizó en los puntos |
| Azul      | Finalizó sin puntos    |
| Azul      | NC - No clasificado    |
| Violeta   | Ret - No terminó       |
| Rojo      | DNQ - No se clasificó  |
| Negro     | DSQ - Descalificado    |
| Blanco    | DNS - No empezó        |
| Blanco    | WD - Retirado          |
| Blanco    | C - Carrera cancelada  |
| Sin color | DNP - No participó     |
| Sin color | INJ - Lesionado        |
| Sin color | EX - Excluido          |

| Estado  | Resultado |
| ------- | --- |
| Negrita | Pole position |
| Cursiva | Vuelta rápida puntuable, el piloto cumplió los requisitos para ser bonificado con uno o más puntos por lograr la vuelta rápida |
| †       | Abandona, pero clasifica al completar el porcentaje requerido para ello                                                        |

### Campeonato de Escuderías
| Pos. | Escudería                                      | N.º | BAR | BAR | MON | MON | EST | EST | SIL | SIL | NÜR | NÜR | BUD | BUD | VAL | VAL | SPA | SPA | MNZ | MNZ | ALG | ALG | Puntos |
| ---- | ---------------------------------------------- | --- | --- | --- | --- | --- | --- | --- | --- | --- | --- | --- | --- | --- | --- | --- | --- | --- | --- | --- | --- | --- | ------ |
| 1    | ART Grand Prix                                 | 9   | 5   | 6   | 8   | 1   | 6   | 5   | 7   | 1   | Ret | 9   | 4   | Ret | DSQ | 8   | 4   | Ret | Ret | 15† | 11  | 20  | 136    |
| 1    | ART Grand Prix                                 | 10  | 9   | 14  | 5   | 3   | 5   | 4   | 3   | 5   | 1   | 1   | 1   | 7   | 2   | 1   | 2   | Ret | 6   | 3   | 1   | 16  | 136    |
| 2    | Barwa Addax Team                               | 1   | 2   | 9   | 2   | 6   | 1   | 3   | 15  | 10  | 4   | 4   | Ret | 12  | 1   | 3   | Ret | 6   | 2   | 5   | 4   | Ret | 122    |
| 2    | Barwa Addax Team                               | 2   | 1   | 2   | 1   | 17† | Ret | 12  | 5   | 4   | 18† | 5   | 10  | 4   | 10  | Ret | Ret | 8   | 14  | 9   | 7   | 14  | 122    |
| 3    | Super Nova Racing                              | 14  | 4   | 7   | Ret | NC  | 2   | Ret | 14  | 16  | Ret | 18† | 6   | 2   | 7   | Ret | Ret | Ret | Ret | Ret | 2   | 1   | 67     |
| 3    | Super Nova Racing                              | 15  | 10  | Ret | 10  | 8   | 7   | 2   | Ret | 15  | 5   | 6   | 3   | 5   | 18† | 9   | 13  | 10  | 7   | 10  | 13  | 2   | 67     |
| 4    | Fat Burner Racing Engineering                  | 7   | Ret | 10  | 4   | 4   | 8   | 1   | 2   | 19  | 7   | Ret | 2   | 3   | 19† | Ret | 3   | Ret | 3   | 2   | 3   | 15  | 67     |
| 4    | Fat Burner Racing Engineering                  | 8   | Ret | 19  | Ret | Ret | 12  | 7   | 13  | Ret | 16  | 8   | 11  | 11  | Ret | Ret | 10  | Ret | 15  | Ret | 9   | 3   | 67     |
| 5    | iSport International                           | 3   | 7   | 4   | NC  | 11  | 15  | 13  | Ret | 13  | 12  | Ret | 7   | 1   | 14  | Ret | 6   | 1   | 1   | 6   | Ret | 6   | 42     |
| 5    | iSport International                           | 4   | 11  | 8   | Ret | 14  | 11  | 11  | 11  | Ret | Ret | 11  | Ret | 15  | 11  | 5   | 9   | 3   | 10  | Ret | 12  | 5   | 42     |
| 6    | DAMS                                           | 16  | 3   | 3   | 6   | 2   | Ret | 15  | 19  | 12  | 10  | 7   | 16  | Ret | 9   | 4   | Ret | Ret | 4   | 4   | Ret | 10  | 42     |
| 6    | DAMS                                           | 17  | 8   | 5   | Ret | 12  | Ret | NC  | Ret | 17  | 9   | 3   | 13  | 8   | 8   | 11  | 7   | 11  | 17  | 17† | 6   | 19  | 42     |
| 7    | Piquet GP                                      | 5   | Ret | Ret | 11  | Ret | Ret | 17  | 12  | 9   | 2   | Ret | Ret | 13  | 5   | Ret | 5   | 2   | 13  | 7   | 5   | Ret | 41     |
| 7    | Piquet GP                                      | 6   | 15  | 13  | Ret | Ret | 4   | 6   | 1   | 7   | Ret | 17  | Ret | 21† | 17  | 10  | Ret | 12  | Ret | 11  | Ret | 7   | 41     |
| 8    | Telmex Arden International                     | 11  | 14  | 17  | 12  | 9   | Ret | 9   | 4   | 6   | 8   | 20† | Ret | 16  | 3   | 2   | Ret | 4   | Ret | Ret | Ret | 11  | 41     |
| 8    | Telmex Arden International                     | 12  | 6   | 1   | Ret | 13  | Ret | 16  | Ret | Ret | 17  | Ret | 12  | 14  | 6   | 12  | 8   | Ret | 5   | Ret | Ret | 8   | 41     |
| 9    | Ocean Racing Technology                        | 24  | Ret | NC  | 7   | Ret | 13  | 14  | 6   | 3   | 11  | Ret | 17† | 10  | Ret | 6   | Ret | 7   | 19† | 12  | Ret | 13  | 40     |
| 9    | Ocean Racing Technology                        | 25  | Ret | 11  | Ret | Ret | Ret | 10  | Ret | 11  | 6   | 2   | 9   | 6   | 4   | Ret | 1   | Ret | 11  | Ret | Ret | 4   | 40     |
| 10   | Fisichella Motor Sport PPR.com Scuderia Coloni | 20  | Ret | Ret | 3   | 5   | 9   | 19  | 8   | 2   | 3   | Ret | Ret | 17  | 16  | Ret |     |     | 12  | Ret | 8   | 12  | 29     |
| 10   | Fisichella Motor Sport PPR.com Scuderia Coloni | 21  | 16  | 12  | 13  | 10  | Ret | 20  | 20† | Ret | Ret | 14  | Ret | Ret | Ret | 13  |     |     | 8   | 1   | 10  | 17  | 29     |
| 11   | Durango                                        | 22  | Ret | 16  | 15† | 18  | 3   | Ret | 10  | 14  | 13  | 10  | 5   | 9   | Ret | Ret | 12† | DNS |     |     |     |     | 10     |
| 11   | Durango                                        | 23  | 12  | 18  | Ret | 15  | Ret | Ret | 18  | Ret | 19† | 13  | 14  | 20  | Ret | 15  | 11  | 13  |     |     |     |     | 10     |
| 12   | Trident Racing                                 | 18  | Ret | 20  | DNQ | DNQ | 14  | 18  | Ret | 18  | Ret | 15  | Ret | 19  | Ret | 14  | Ret | 14  | 16  | 14  | 15  | 21  | 3      |
| 12   | Trident Racing                                 | 19  | 17  | 21† | 9   | 7   | 10  | 8   | 16  | 20  | 15  | 19  | 8   | Ret | 13  | 7   | Ret | 5   | 9   | 8   | 14  | 9   | 3      |
| 13   | David Price Racing                             | 26  | 13  | Ret | 16  | 16  | Ret | Ret | 9   | 8   | 14  | 12  | 15  | Ret | 13  | Ret | Ret | 9   | 20† | 13  | DSQ | Ret | 0      |
| 13   | David Price Racing                             | 27  | Ret | 15  | 14  | Ret | Ret | Ret | 17  | DNS | Ret | 16  | DNQ | 18  | 15  | 16† | DNQ | DNQ | 18† | 16† | DNS | 18  | 0      |
| Pos. | Escudería                                      | N.º | BAR | BAR | MON | MON | EST | EST | SIL | SIL | NÜR | NÜR | BUD | BUD | VAL | VAL | SPA | SPA | MNZ | MNZ | ALG | ALG | Puntos |

| Color     | Resultado              |
| --------- | ---------------------- |
| Oro       | Ganador                |
| Plata     | 2.ª plaza              |
| Bronce    | 3.ª plaza              |
| Verde     | Finalizó en los puntos |
| Azul      | Finalizó sin puntos    |
| Azul      | NC - No clasificado    |
| Violeta   | Ret - No terminó       |
| Rojo      | DNQ - No se clasificó  |
| Negro     | DSQ - Descalificado    |
| Blanco    | DNS - No empezó        |
| Blanco    | WD - Retirado          |
| Blanco    | C - Carrera cancelada  |
| Sin color | DNP - No participó     |
| Sin color | INJ - Lesionado        |
| Sin color | EX - Excluido          |

| Estado  | Resultado |
| ------- | --- |
| Negrita | Pole position |
| Cursiva | Vuelta rápida puntuable, el piloto cumplió los requisitos para ser bonificado con uno o más puntos por lograr la vuelta rápida |
| †       | Abandona, pero clasifica al completar el porcentaje requerido para ello                                                        |